# Kallinge idrottshall
Kallinge idrottshall är en kombinerad idrotts- och simhall i Kallinge i Ronneby kommun. Arbetet med en ny idrottshall påbörjades 1962 inför en stundande kommunsammanslagning och byggnaden färdigställdes 1963. Hallen uppfördes i en för tiden typisk funktionalistisk arkitektur med påkostade materialval. En framträdande del i byggnadens karaktär är de bågformade takstolarna och ursprungligen stora glaspartier som ger en visuell lätthet till det arkitektoniska uttrycket. Till detta ska läggas ett växelspel mellan den största byggnadsvolymens runda former och de mindre volymernas kantigare och raka uttryck, vilket är ett tydligt funktionalistiskt växelspel mellan form och volym i gestaltningen.